# José Alejandro Bernheim
Pour les articles homonymes, voir Bernheim.
José Alejandro Bernheim (1822-1893) ou Alejandro Bernheim, est un journaliste français d'origine juive émigré en Argentine. Il fut typographe pour l'Ejército Grande (équivalent argentin de la Grande Armee) sous les ordres de Justo José de Urquiza, cofondateur de Bernheim y Boneo puis impressão del Progreso, à Buenos Aires, une imprimerie réputée en Amérique du Sud et le fondateur du journal dédié à la communauté française: le Courrier de la Plata.

## Biographie
Joseph Alexandre Bernheim est né à Mulhouse, en Alsace (France). Après le baccalauréat, il s'installe à Strasbourg et travaille pour le journal Courrier du Bas-Rhin.
Son engagement durant les troubles de 1848 lui fait choisir le chemin de l'exil. En 1850, il émigre en Amérique du Sud. Il débarque d'abord dans le port de Montevideo, en Uruguay, avant de s’installer à Buenos Aires, en Argentine. Il y fonde une imprimerie sur la Calle Defensa (quartier de San Nicolás), son nom devient José Alejandro Bernheim. Sa clientèle est avant tout la communauté des étrangers émigrés en Argentine, notamment ceux établis à Buenos Aires, spécialement les Français, les Italiens et les Anglais.
Son imprimerie est la plus moderne de l’époque, et imprime les journaux sud-américains les plus importants : La República (qui a incorpore dans son circuit de distribution les « crieurs de journaux » du modèle français), El Plata, La Nación Argentina, El Censor, La Reforma Pacífica.
Bernheim adopte la nouvelle technologie de communication de son époque, le télégraphe, et s'allie avec un fournisseur majeur d’information aux journaux, l’agence de presse Havas, prédécesseur de l'Agence France-Presse.
À cette époque foisonnent également les initiatives tendant à créer des journaux français à Buenos Aires. Or quasiment toutes abandonnent leur activité peu de temps après leur lancement. Bernheim y voit une chance, c'est pourquoi, dans un premier temps, il se penche avec ses collaborateurs sur les causes de ces échecs. Cette étude approfondie leur permet de tirer les leçons qui garantiront le succès de leur nouveau projet : fonder un journal pour la communauté française: le Courrier de la Plata, journal politique et commercial, est lancé le 1er juillet 1865, est un succès auprès de la communauté française, non seulement de Buenos Aires, mais également dans les pays voisins (Uruguay, Brésil...).  En 1898, il fusionne avec Le Petit Journal et perdura jusqu'en 1946.
C'est dans l'imprimerie de Bernheim qu'ont été réalisés les « pamphlets de guerre » de Domingo Faustino Sarmiento,.

### Fichers
- Fichier:Hombres, mujeres y cosas - F.Lopez Benedito - Salvador Alfonso.pdf (p. 32)
- Fichier:Gran guía de la Ciudad de Buenos Aires 1886.pdf  (répertoire des entreprises de buenos Aires)
- Fichier:Anuario General del Comercio, de la Industria, de la Magistratura y de la Administración de Buenos Ayres 1854-1855.pdf (répertorié commerçant)
- Fichier:Guía general de comercio, de la industria, de la magistratura y de la administración 1873.pdf (répertorié commerçant)